# マッシミリアーノ・アルト
マッシミリアーノ・アルト（Massimiliano Alto, 1973年3月25日 - ）は、イタリアの俳優、声優。ローマ生まれ。

## 人物
4歳の頃より子役としてキャリアを始め、12歳の頃に音楽を勉強する。

## 出演作品
太字はメインキャラクター

### 国内アニメ
- コードギアス 反逆のルルーシュ（ルルーシュ・ランペルージ）
  - コードギアス 反逆のルルーシュR2（ルルーシュ・ランペルージ）
- 新世紀エヴァンゲリオン（渚カヲル）
- らんま1/2（早乙女乱馬）
- 犬夜叉（犬夜叉）
- フルメタル・パニック!（クルツ・ウェーバー）

### アニメ映画
- マダガスカルシリーズ (モルティーノ)

劇場版ドラゴンボールシリーズ (トランクス)
- - ドラゴンボールZ 極限バトル!!三大超サイヤ人

### ゲーム
2018年
- ゴッド・オブ・ウォー (シンドリ)

2019年
- DEATH STRANDING (ハートマン)

## ディスコグラフィ
- CHANGE THE WORLD - V6の楽曲「CHANGE THE WORLD」のカバー。アニメ『犬夜叉』のイタリア版オープニングテーマ(番組のテロップにて編曲者にDave Rodgersが表記されている)。初出は2004年9月23日発売『SUPER EUROBEAT VOL.151』（規格品番：AVCD-10151）。